# Église Saint-Pierre de La Haie-Traversaine
Pour les articles homonymes, voir Église Saint-Pierre.
L'église Saint-Pierre de La Haie-Traversaine, ou église de la Sainte-Vierge est une église catholique située à La Haie-Traversaine, dans le département français de la Mayenne.

## Localisation
L'église est située dans le bourg de La Haie-Traversaine, en bordure de la route départementale 23.

## Histoire
L'église a été érigée en 1846 par Gabriel Tripier de Lozé.

## Architecture et extérieurs
En forme de croix latine, elle est voûtée d'un lattis.

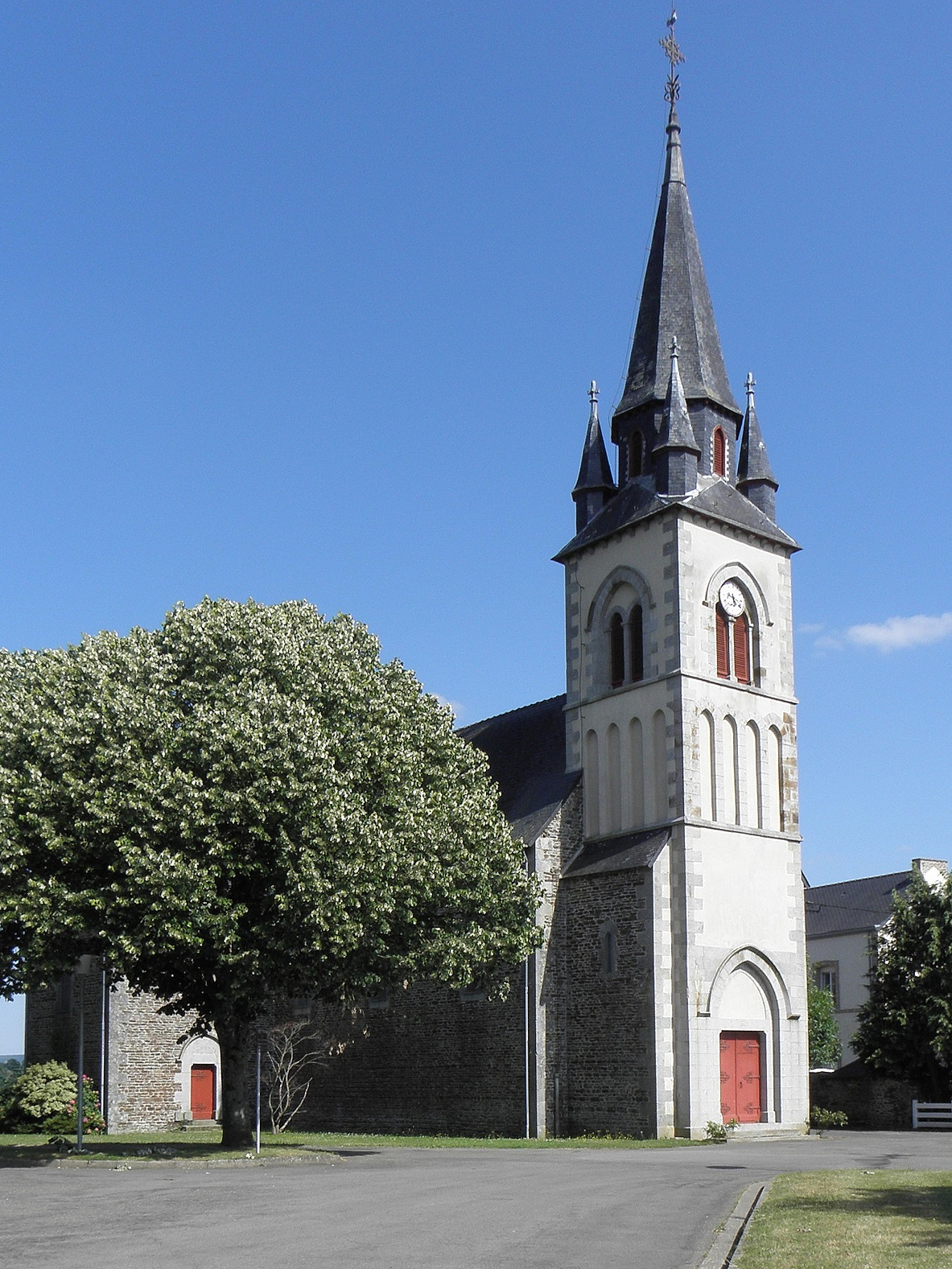
Vue nord-ouest.

## Intérieur
L'autel en bois de la chapelle Saint-Laurent est conservé dans un des transepts.